# Saoradh
Saoradh ([sɰiːɾə] oder [sɰiːɾu], irisch: „Befreiung“) ist eine irische Partei aus dem linken Spektrum.

## Gründung
Saoradh wurde im Jahr 2016 von republikanischen Dissidenten gegründet, die jede Beteiligung von irisch-nationalistischen Parteien wie Sinn Féin an der geteilten Machtausübung in Nordirland (Power sharing) ablehnen. Sie erfuhren dabei Unterstützung aus dem Umfeld der abtrünnigen New IRA, auch von inhaftierten Insassen von Hochsicherheitsgefängnissen. Die Mitglieder der Gruppierung lehnen seit jeher das Good Friday Agreement ab und kamen somit nicht in den Genuss der Haftverschonungen aus jenem Abkommen.

## Ziele
Erklärtes Ziel der Partei ist das Ende der Teilung Irlands. Nachdem das Nordirische Parlament infolge von jahrelangen Streitigkeiten praktisch handlungsunfähig wurde, betrachtet Saoradh eine friedliche Umsetzung dieses Ziels innerhalb der politischen Strukturen des Vereinigten Königreiches als unmöglich. Einen neuen Aufwind bekam die Idee der irischen Wiedervereinigung jedoch durch den Brexit. Der britische Austritt aus der Europäischen Union und eine neuerlich befestigte Grenze durch Irland (wie sie ein harter Brexit mit sich brächte) wird als strategische Chance für eine entscheidende Schwächung des britischen Einflusses in Nordirland begriffen.  

## Kritik
In ihrer Ablehnung der etablierten politischen Parteien tritt Saoradh betont paramilitärisch in Erscheinung. Die Teilnahme von uniformierten Mitgliedern der Partei an einem Marsch, der 2019 anlässlich des Osteraufstandes in Dublin stattfand, wurde vom irischen Premier Leo Varadkar und dem irischen Justizminister Charlie Flanagan scharf verurteilt. Nach dem Eingeständnis der New IRA, für die Tötung der Journalistin Lyra McKee verantwortlich zu sein, kam es im April 2019 in Derry zu Protesten vor dem Bürogebäude der Partei.